# Bofors

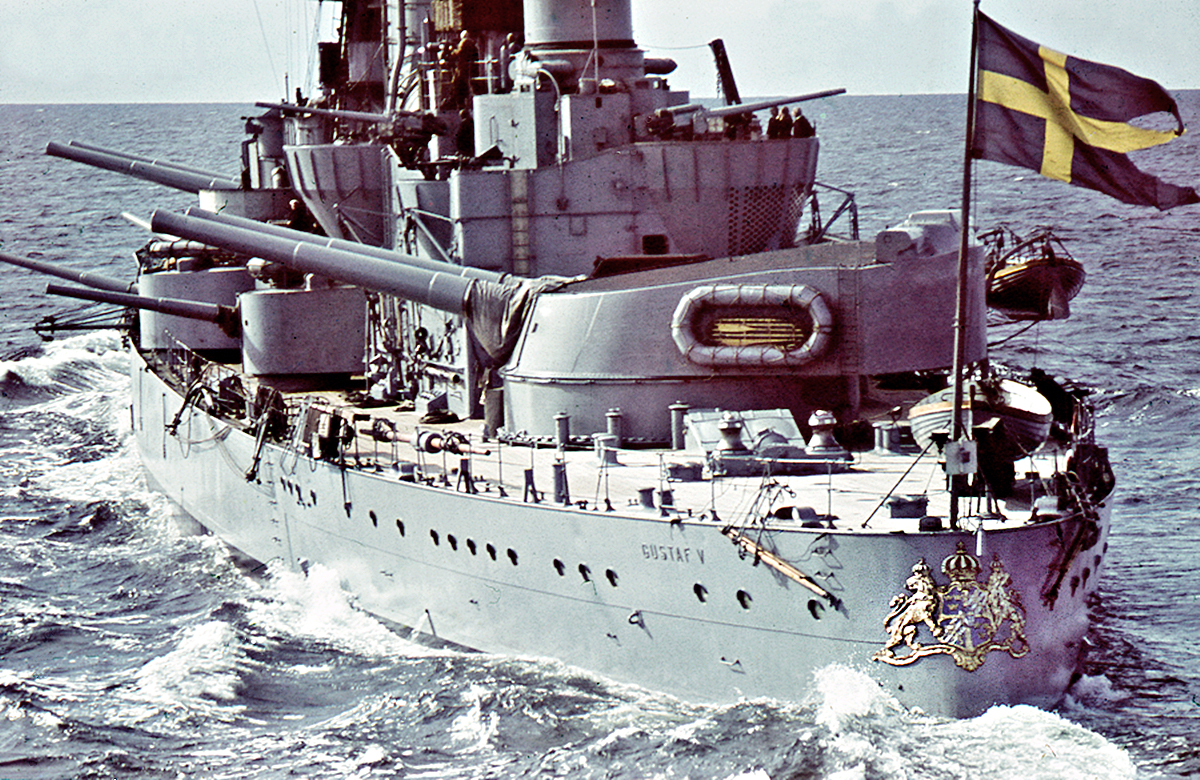
Szwedzki okręt marynarki wojennej HM Pansarskepp „Gustaf V” z działem morskim Bofors 283 mm

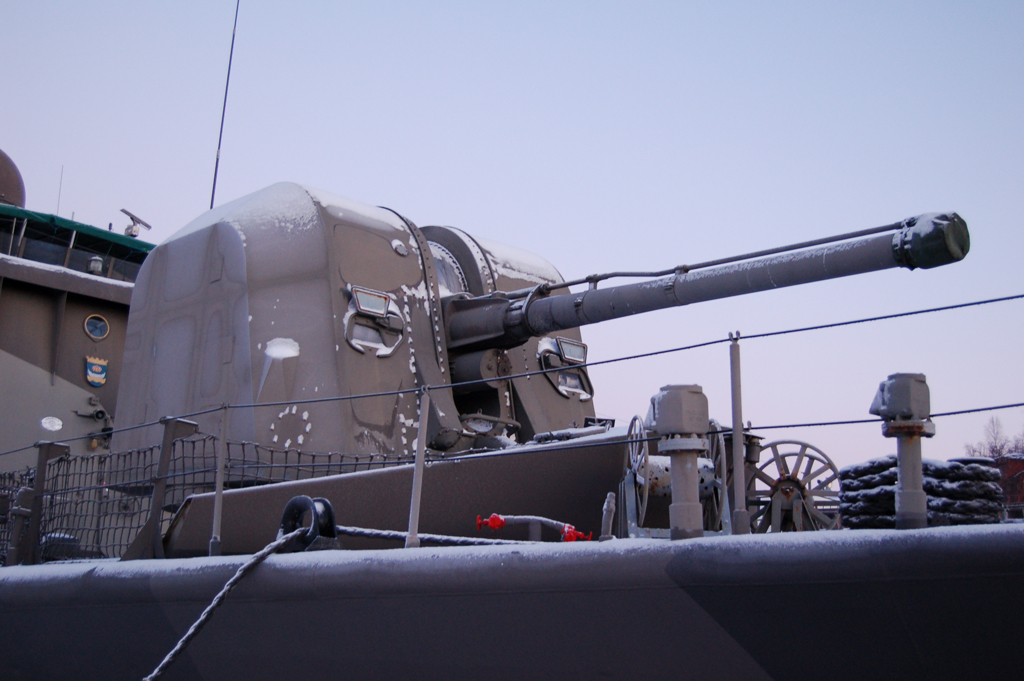
120-milimetrowe działo Boforsa na okręcie FNS „Karjala”

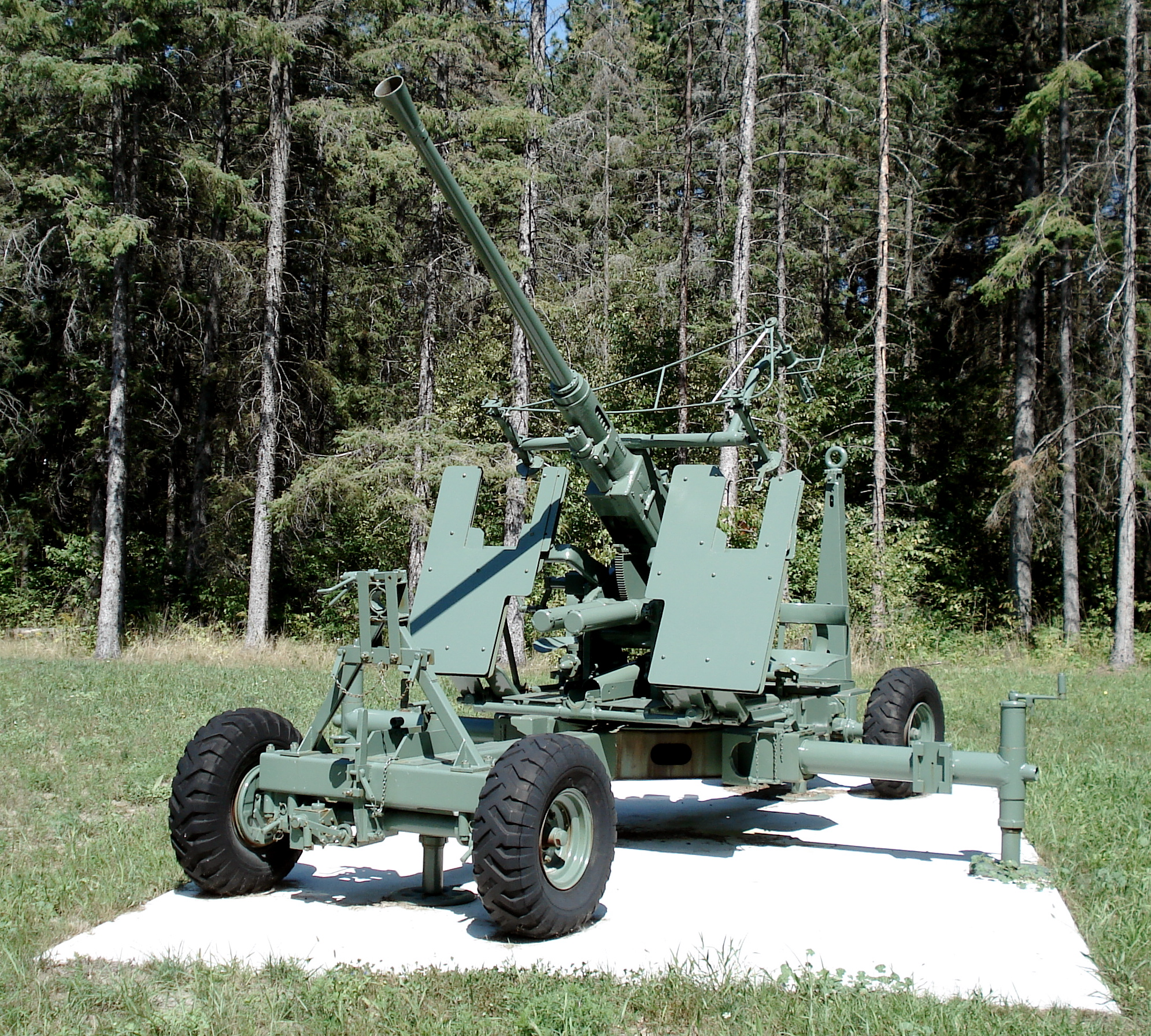
40-milimetrowe działo przeciwlotnicze Bofors, produkowane również w Polsce i powszechnie używane podczas kampanii wrześniowej

Bofors – szwedzkie przedsiębiorstwo zbrojeniowe, założone w 1879, z siedzibą w mieście Karlskoga. Nazwa pochodzi od młyna Boofors, założonego w 1646.
W XX wieku przedsiębiorstwo stało się głównym producentem broni w Skandynawii i jedną z najbardziej znanych firm europejskich. Szczególnie produkowane przez nią działa były eksportowane do wielu krajów Europy i świata. W II poł. XX wieku przedsiębiorstwo zaczęło produkować różnego rodzaju rakiety.
W 1999 Saab zakupił Celsius Group, holding kontrolujący przedsiębiorstwo Bofors. We wrześniu 2000 przedsiębiorstwo United Defense zakupiło dział Boforsa produkujący ciężką broń (Bofors Weapons Systems), podczas gdy Saab utrzymał część przedsiębiorstwa produkującą rakiety. Tak więc dziś dawny Bofors jest podzielony na dwie części:
- BAE Systems Bofors (BAE kupił United Defense i kontrolowaną przez nią część Boforsa w 2005)
- Saab Bofors Dynamics.

Najbardziej znaną konstrukcją przedsiębiorstwa była średnia armata przeciwlotnicza kalibru 40 mm, opracowana w latach 30. XX wieku. Działo to (lub jego kopie) było powszechnie używane podczas II wojny światowej. Armata była również produkowana licencyjnie w Polsce pod nazwą armata przeciwlotnicza 40 mm wz. 36 Bofors i została użyta podczas kampanii wrześniowej.
Drugim działem Boforsa produkowanym licencyjnie w międzywojennej Polsce była armata przeciwpancerna wz. 36 kalibru 37 mm.
Znaną konstrukcją powojenną był czołg podstawowy Stridsvagn 103.